# ダブル -完全犯罪-
『ダブル -完全犯罪-』（原題：Absolute Deception）は2013年のアメリカ映画。オーストラリアのゴールドコースト（黄金海岸）で繰り広げられるクライムサスペンス。
監督はホラー映画監督として知られるブライアン・トレンチャード＝スミス。主演はキューバ・グッディング・ジュニアと、『エイリアン・ライジング』のエマニュエル・ヴォージア。

## ストーリー
FBI捜査官のネルソンは、オーストラリアのゴールドコーストで、
証人保護プログラムを希望するアーチャーと会う約束をしていた。
ところがアーチャーが何者かによって拉致され、
ネルソンが駆けつけた時に、目の前で射殺されてしまう。
ネルソンは、アーチャーがニューヨークでマイルス・スコットという名で、
税理士として結婚していた事を突き止める。
アーチャーの妻レベッカは、ニューヨークでジャーナリストをしていた。
ネルソンはアーチャーが亡くなった事を伝えるが、
夫は2年前に交通事故で亡くなったとレベッカは告げる。
夫の死の真相を突き止めるため、レベッカはゴールドコーストへ向かう。
ゴールドコーストでは、富豪のオステルベルグが、金融犯罪容疑で摘発を受けていた。
オーストラリア連邦警察のヘンドリックス警部と共に捜査に加わるネルソンは、
アーチャーの殺害にオステルベルグが関与していると疑う。
ゴールゴコーストに着いたレベッカは、アーチャーと結婚していたブリジットに会いに行き、
彼が以前マイルスという名で、自分と結婚していた事を話す。
ブリジットは驚くが、何も話してはくれなかった。
その帰り、レベッカは待ち伏せしていた犯人の車に追いかけられる。
何とか逃げきったレベッカは、ネルソン捜査官に拒まれながらも共に捜査を進めていく。
レベッカはネルソンから、夫の真実を聞く。
マイルスは誠実な税理士を演じながら、裏ではアーチャーとして金融犯罪や投資詐欺に関わり、
オステルベルグの資金洗浄係であったこと。
そしてオステルベルグの金融犯罪の関与を証言し、証人保護プログラムに
入ろうとしていた所を殺害されたのだった。
捜査を進める2人は、アーチャーが所有していたドリームボートというクルーザーを調べる。
ところが、クルーザーに潜伏していた犯人に襲われ、クルーザーは爆破されてしまう。
さらにアーチャーと結婚していたブリジットが、犯人グループに殺害されてしまう。
レベッカはオステルベルグを取材しに行くが、取材中にヘンドリックス警部と連邦警察が、
オステルベルグを逮捕する。
レベッカはネルソンと共に、空き屋となったオステルベルグ邸の捜査をしに行く。
ところが立ち入り禁止の邸内に、ヘンドリックス警部と犯人グループが共に入って来る。
ネルソンは逮捕しようと銃を向けるが、犯人の一人は死んだはずのマイルズことアーチャーであった。

## キャスト
※括弧内は日本語吹替
- ジョン・ネルソン - キューバ・グッディング・ジュニア（宮内敦士）
- レベッカ・スコット - エマニュエル・ヴォージア（藤本喜久子）
- オステルベルグ - クリス・ベッツ
- ヘンドリックス警部 - エバート・マックィーン（木下浩之）
- デニス・アーチャー＝マイルス・スコット - タイ・ハンガーフォード（宗矢樹頼）
- ブリジット・アーチャー - ケリー・アトキンソン（棟方真梨子）
- その他の吹替版キャスト：高岡瓶々／竹内絢子／鈴木雄二／金子修／丸山壮史／遠藤さやか

## スタッフ
- 監督：ブライアン・トレンチャード＝スミス
- 製作：ブライアン・トレンチャード＝スミス、デイル・ブラッドレー、カーク・ショウ、グラント・ブラッドレー
- 製作総指揮：グラント・ブラッドレー、ジェフリー・シェンク、ジェームズ・ヴァーノン、ジェフ・サックマン
- 原案：ジェフリー・シェンク、ピーター・サリヴァン
- 脚本：クレイグ・ウェンマン
- 撮影：ダン・マッカーサー
- 音楽：マイケル・リチャード・プロウマン